# Tổ chức
Tổ chức là các hoạt động cần thiết để xác định cơ cấu, bộ máy của hệ thống, xác định những công việc phù hợp với từng nhóm, từng bộ phận và giao phó các bộ phận cho các nhà quản trị hay người chỉ huy với chức năng nhiệm vụ và quyền hạn nhất định để thực hiện nhiệm vụ được giao. Việc tổ chức này gọi là tổ chức bộ máy. Hoạt động tổ chức còn là việc bố trí sắp xếp việc thực hiện các công việc trong một cơ cấu tổ chức như: Doanh nghiệp sản xuất (gọi là tổ chức sản xuất) bộ máy chính phủ, Dự án (gọi là tổ chức thực hiện dự án, trường hợp đặc thù là trong dự án xây dựng gọi là tổ chức xây dựng (tổ chức thi công là một phần của nó) và tổ chức thi công (tức tổ chức thực hiện xây dựng trên công trường).Một tổ chức bao gồm nhiều người gọi là thành viên.